# Eliomys quercinus
Lérot
Espèce
Statut de conservation UICN

 NT  : Quasi menacé
Statut CITES
Eliomys quercinus, le lérot, est un rongeur nocturne, proche des loirs, de la famille des Gliridae.

## Dénominations
Outre lérot, il est aussi appelé lérot commun, loir lérot, liron, loir des greniers, rat fruitier ou rat-bayard.

## Caractéristiques

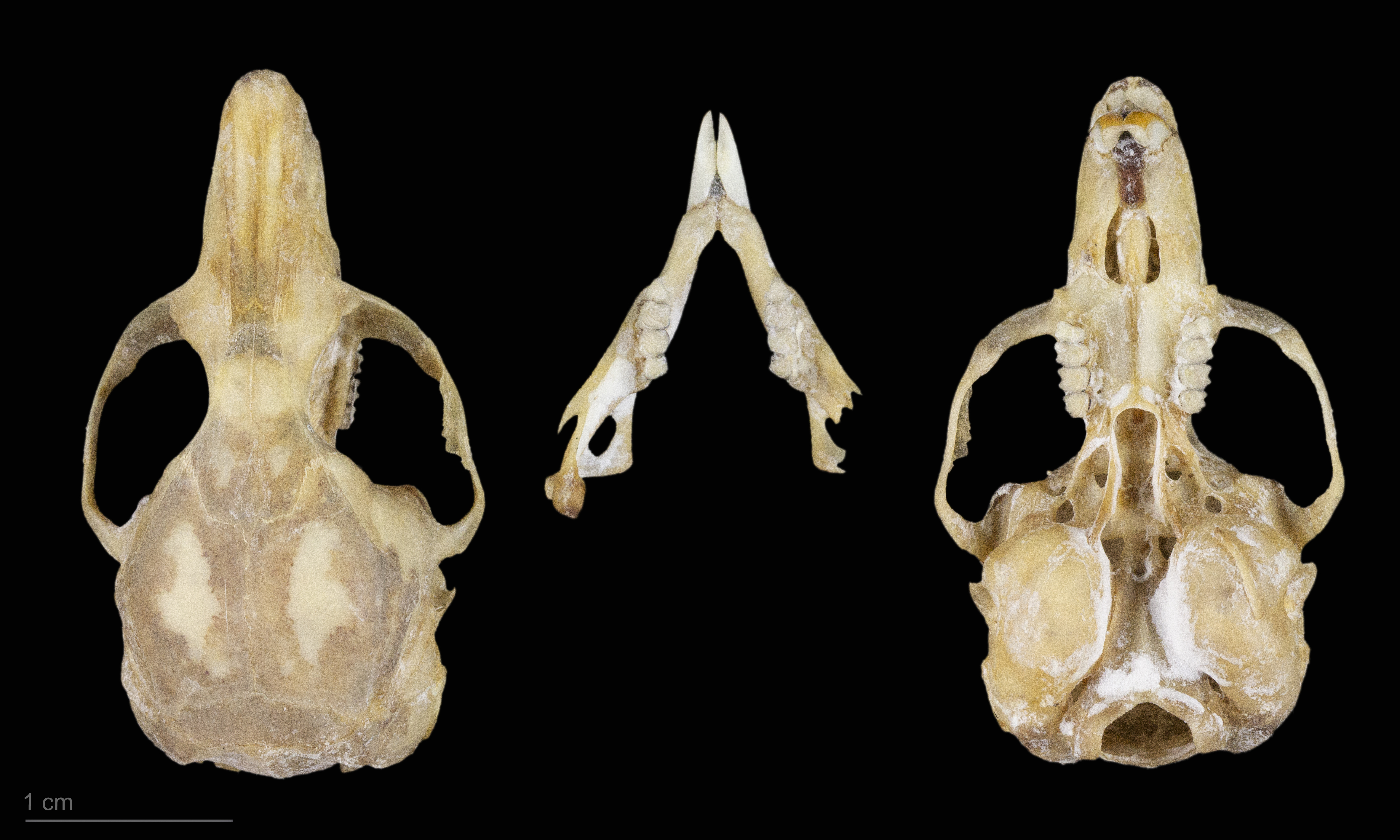
Eliomys quercinus - Muséum de Toulouse

Le lérot est un petit mammifère d'une quinzaine de centimètres (sans la queue), d'environ 60 à 140 grammes. Le noir autour des yeux (lui donnant un aspect de bandit masqué), le contraste entre le pelage ventral blanc et dorsal gris brun, la longue queue bicolore à extrémité élargie permettent de le reconnaître aisément. Il fait partie d'un groupe de rongeurs anciens (les Gliridae) et possède à la fois des incisives pour ronger et des dents pointues de carnassier.
Le lérot est capable de laisser la fourrure de sa queue, par une sorte d'autotomie un peu comme les lézards, quand il est attaqué par un prédateur, mais elle ne repousse pas.

## Écologie et comportement
C'est un animal à la fois terrestre et arboricole aux mœurs nocturnes qui dort le jour dans un nid caché dans un trou d'arbre, un ancien nid d'oiseau (voire un nichoir) ou un bâtiment humain, et en descend au sol pour se nourrir. Comme les autres Gliridae européens (loirs, muscardins), il hiberne et entre en complète léthargie pendant l'hiver.

### Alimentation
Son régime alimentaire comprend des fruits, des baies et des graines diverses. Il se nourrit également d'insectes, voire d'autres animaux plus petits que lui. Il n'est d'ailleurs pas rare, notamment lors de la saison des amours, de voir un lérot entreprendre de dévorer l'un de ses rivaux malchanceux. Ce cannibalisme est également observé, de façon récurrente, à la sortie de l'hibernation.

### Reproduction
La femelle a une seule portée par an, de 2 à 7 petits. L'accouplement a lieu en avril-mai, la gestation dure 3 semaines. La maturité sexuelle est atteinte au bout d'un an. La longévité est de 3 à 4 ans dans la nature.
À leur naissance, les petits mesurent 4 cm hors queue, sont roses et aveugles (paupières closes), leurs cris sont aigus (ultrasons) et leur mobilité étonnante. 
Un duvet gris-clair se développe rapidement et leur vigueur s'accroît dans la même mesure. 
Le premier signe distinctif évident apparaît au niveau du contour des yeux, encore clos, qui s'orne d'une traînée noire caractéristique de l'espèce.

### Prédateurs
Le lérot peut être la victime des fouines et des oiseaux nocturnes (chouettes et hiboux) qui fréquentent le même habitat. Les chats sont aussi des prédateurs pour ces animaux près des maisons. Les tondeuses présentent un danger non négligeable pour ces petits animaux.

## Habitat et répartition

Carte de répartition.

Le lérot se rencontre dans toute l'Europe moyenne, de la côte ouest (absent de Scandinavie sauf Finlande, des îles Britanniques et des Balkans) jusqu'à l'Oural à l'est. Il est aussi présent en Asie Mineure.
Le lérot vit dans les vergers, les jardins et parcs (il est plus fréquent dans l'entourage humain que le muscardin ou le loir). Il fréquente facilement les greniers (où il peut faire du tapage nocturne) et les bâtiments abandonnés.
Territorial, le lérot a un domaine vital d'au moins 150m, qu'il conserve d'une année sur l'autre et défend contre ses congénères (les  affrontements sont fréquents).

## Classification
L'espèce est encore classée par certains auteurs dans la famille des Myoxidés dans le sous-ordre des Myomorpha.

## Statut de conservation et menaces
C'est une espèce en forte régression pour des raisons encore mal comprises.
Les pesticides et la dégradation générale de ses habitats (bocages, prés, prairies, arbres creux ou morts, granges et greniers pour l'hibernation) semblent pouvoir expliquer une partie de son recul.
La dégradation de l'environnement nocturne par le phénomène de pollution lumineuse est en cause, mais l'interaction entre éclairage artificiel et lérot n'a pas fait l'objet d'études particulières. L'éclairage artificiel en bord de route n'a aucune interaction avec le lérot. Un lérot peut très bien vivre dans une haie bocagère à côté d'une route éclairée. On trouve dans le commerce des poisons pour tuer ces animaux.
Si certaines populations sont encore localement relativement bien conservées (zones de prés ou bocages souvent), il est en forte régression dans une grande partie de son aire naturelle de répartition[réf. nécessaire]. Il est classé quasi-menacé sur la liste rouge des espèces menacées de l'Union internationale pour la conservation de la nature (UICN).

## Aspect culturel
- Chlorophylle, personnage de bande dessinée lérot créé par Raymond Macherot